# Arrondissement Thionville-Ouest
Arrondissement Thionville-Ouest (fr. Arrondissement de Thionville-Ouest) je správní územní jednotka ležící v departementu Moselle a regionu Lotrinsko ve Francii. Člení se dále na šest kantonů a 30 obcí.

## Kantony
- Algrange
- Fameck
- Florange
- Fontoy
- Hayange
- Moyeuvre-Grande